# Barchatus
Barchatus (лат.) — род морских лучепёрых рыб из семейства батраховых (Batrachoididae). Представители рода распространены в Индийском океане. Длина тела составляет от 16,4 (Barchatus indicus) до 35 см (Barchatus cirrhosus). Это придонные хищные рыбы, поджидающие добычу в засаде.

## Классификация
На декабрь 2019 года в род включают 2 вида:
- Barchatus cirrhosus (Klunzinger, 1871)typus
- Barchatus indicus D. W. Greenfield, 2014[2]